# Liste der Kulturdenkmäler in Brombachtal
Die folgende Liste enthält die in der Denkmaltopographie ausgewiesenen Kulturdenkmäler auf dem Gebiet  der Gemeinde Brombachtal, Odenwaldkreis, Hessen.
Hinweis: Die Reihenfolge der Denkmäler in dieser Liste orientiert sich zunächst an Ortsteilen und anschließend der Anschrift, alternativ ist sie auch nach der Bezeichnung, der vom Landesamt für Denkmalpflege vergebenen Nummer oder der Bauzeit sortierbar.
Kulturdenkmäler werden fortlaufend im Denkmalverzeichnis des Landes Hessen durch das Landesamt für Denkmalpflege Hessen auf Basis des Hessischen Denkmalschutzgesetzes (HDSchG) geführt. Die Schutzwürdigkeit eines Kulturdenkmals hängt nicht von der Eintragung in das Denkmalverzeichnis des Landes Hessen oder der Veröffentlichung in der Denkmaltopographie ab.

Das Vorhandensein oder Fehlen eines Objekts in dieser Liste ist keine rechtsverbindliche Auskunft darüber, ob es Kulturdenkmal ist oder nicht: Diese Liste entspricht möglicherweise nicht dem aktuellen Stand der offiziellen Denkmaltopographie. Diese ist für Hessen in den entsprechenden Bänden der Denkmaltopographie Bundesrepublik Deutschland und im Internet unter DenkXweb – Kulturdenkmäler in Hessen einsehbar. Auch diese Quellen sind, obwohl sie durch das Landesamt für Denkmalpflege Hessen aktualisiert werden, nicht immer aktuell, da es im Denkmalbestand immer wieder Änderungen gibt.
Eine verbindliche Auskunft erteilt allein das Landesamt für Denkmalpflege Hessen.
Nutze diese Kartenansicht, um Koordinaten in der Liste zu setzen. In dieser Kartenansicht sind Kulturdenkmale ohne Koordinaten mit einem roten bzw. orangen Marker dargestellt und können in der Karte gesetzt werden. Kulturdenkmale ohne Bild sind mit einem blauen bzw. roten Marker gekennzeichnet, Kulturdenkmale mit Bild mit einem grünen bzw. orangen Marker.

## Kulturdenkmäler nach Ortsteilen

### Birkert
| Bild             | Bezeichnung      | Lage                                                       | Beschreibung | Bauzeit | Objekt-Nr. |
| ---------------- | ---------------- | ---------------------------------------------------------- | ------------ | ------- | ---------- |
| Laufbrunnen      | Laufbrunnen      | Breuberger Straße (bei Nr. 11) LageFlur: 1, Flurstück: 107 |              |         | 10933 DDB  |
|                  |                  | Breuberger Straße 11 LageFlur: 1, Flurstück: 110/1         |              |         | 10932 DDB  |
|                  |                  | Breuberger Straße 15 LageFlur: 1, Flurstück: 110/2         |              |         | 10934 DDB  |
| Ehemalige Schule | Ehemalige Schule | Kinziger Straße 8 LageFlur: 1, Flurstück: 51               |              | 1903    | 10935 DDB  |
| Laufbrunnen      | Laufbrunnen      | Pfälzer Straße 8 LageFlur: 1, Flurstück: 8                 |              | 1839    | 10936 DDB  |

### Böllstein
| Bild | Bezeichnung | Lage                                                  | Beschreibung | Bauzeit | Objekt-Nr. |
| ---- | ----------- | ----------------------------------------------------- | ------------ | ------- | ---------- |
|      |             | Kirchbrombacher Straße 19 LageFlur: 1, Flurstück: 125 |              | um 1800 | 10938 DDB  |

### Hembach
| Bild | Bezeichnung | Lage                                     | Beschreibung | Bauzeit | Objekt-Nr. |
| ---- | ----------- | ---------------------------------------- | ------------ | ------- | ---------- |
|      |             | Dorfstraße 27 LageFlur: 1, Flurstück: 27 |              | 1907    | 10940 DDB  |

### Kirch-Brombach
| Bild                               | Bezeichnung                          | Lage                                                                                   | Beschreibung | Bauzeit | Objekt-Nr. |
| ---------------------------------- | ------------------------------------ | -------------------------------------------------------------------------------------- | --- | ------- | ---------- |
| Reste des Galgens                  | Reste des Galgens                    | Am Steinbuckelswald (am Galgenberg südwestlich des Dorfes) LageFlur: 11, Flurstück: 47 | |         | 10955 DDB  |
| Bild gesucht BW                    | Sattelhof                            | Balsbach 2 LageFlur: 10, Flurstück: 14                                                 | | 1784    | 642021 DDB |
| Bild gesucht BW                    | Gesamtanlage Kirchhügel              | Gesamtanlage Lage                                                                      | |         | 10942 DDB  |
|                                    |                                      | Hauptstraße 5 LageFlur: 1, Flurstück: 216/4                                            | |         | 10943 DDB  |
|                                    |                                      | Hauptstraße 9, 9a LageFlur: 1, Flurstück: 229/2                                        | | 1833    | 10944 DDB  |
| Ehemalige Pfarrscheune             | Ehemalige Pfarrscheune               | Hauptstraße 11 LageFlur: 1, Flurstück: 230/1                                           | |         | 10945 DDB  |
| Laufbrunnen                        | Laufbrunnen                          | Hauptstraße (vor Nr. 12) LageFlur: 1, Flurstück: 48/2                                  | |         | 10946 DDB  |
|                                    |                                      | Hauptstraße 13 LageFlur: 1, Flurstück: 230/1                                           | |         | 10947 DDB  |
|                                    |                                      | Hauptstraße 20 LageFlur: 1, Flurstück: 35                                              | |         | 10948 DDB  |
| weitere Bilder                     | Evangelische Kirche mit Wehrfriedhof | Hauptstraße 28 LageFlur: 1, Flurstück: 23/1                                            | |         | 10949 DDB  |
|                                    |                                      | Hauptstraße 30 LageFlur: 1, Flurstück: 30/1                                            | |         | 10950 DDB  |
|                                    |                                      | Höhenstraße 2 LageFlur: 1, Flurstück: 213/2                                            | | 1930    | 10951 DDB  |
|                                    |                                      | Höhenstraße 3 LageFlur: 1, Flurstück: 110/4                                            | |         | 10952 DDB  |
| Laufbrunnen                        | Laufbrunnen                          | Höhenstraße (vor Nr. 14) LageFlur: 1, Flurstück: 201/2                                 | | 1873    | 10953 DDB  |
| Steinkreuz (bei den Pfälzer Höfen) | Steinkreuz (bei den Pfälzer Höfen)   | Kleineichels LageFlur: 11, Flurstück: 11                                               | | 1793    | 926327 DDB |
| Ehemalige Schule                   | Ehemalige Schule                     | Schulstraße 13 LageFlur: 1, Flurstück: 70/5                                            | |         | 10954 DDB  |
| Spinnmädchenstein                  | Steinkreuz („Spinnmädchenstein“)     | Taubenberg LageFlur: 5, Flurstück: 57                                                  | Steinkreuz auf massivem Sandsteinsockel, der obere Arm ist abgebrochen, die Kanten sind gefast. Im Schnittpunkt der Arme ist eine erhabene Scheibe von 28 cm ⌀ mit sieben Löchern ausgearbeitet. |         | 10956 DDB  |

### Langen-Brombach
| Bild             | Bezeichnung      | Lage                                                | Beschreibung                                                                            | Bauzeit | Objekt-Nr. |
| ---------------- | ---------------- | --------------------------------------------------- | --------------------------------------------------------------------------------------- | ------- | ---------- |
| Bild gesucht BW  |                  | Ballengrundweg 9 LageFlur: 4, Flurstück: 37/5, 37/6 |                                                                                         |         | 10959 DDB  |
|                  |                  | Ballengrundweg 19 LageFlur: 4, Flurstück: 41/1      |                                                                                         |         | 10960 DDB  |
| Bild gesucht BW  |                  | Obere Höfe 7 LageFlur: 1, Flurstück: 83             |                                                                                         |         | 10961 DDB  |
| Ehemalige Schule | Ehemalige Schule | Zeller Straße 28 LageFlur: 4, Flurstück: 11         |                                                                                         | 1833    | 10962 DDB  |
|                  |                  | Zeller Straße 38 LageFlur: 5, Flurstück: 108/10     |                                                                                         | 1830    | 10963 DDB  |
|                  |                  | Zeller Straße 82 LageFlur: 6, Flurstück: 13         |                                                                                         |         | 10964 DDB  |
| Ehemalige Mühle  | Ehemalige Mühle  | Zeller Straße 87 LageFlur: 6, Flurstück: 112/2      | Fachwerkbau des 18./19. Jahrhundert. Die Mühle wurde bis in die 1960er Jahre betrieben. |         | 10965 DDB  |